# 陈敏华
陈敏华（1934年9月7日—），20世纪台湾女诗人、主持人，葡萄园诗社的发起者，1974年获得诺贝尔文学奖提名。

## 生平
1934年9月7日，陈敏华出生在中华民国山东省黄县，1949年因第二次国共内战而前往台湾，后于靜宜文理學院肆业，毕业后曾主持教育電台的“文艺橱窗”节目与台视“艺文沙龙”节目数年。1962年4月，陈敏华自中国文艺协会主办的“新诗研究班”结业后，便与王在军、古丁、文晓村、李佩征、宋后颖等人（均为研究班学员）共同创办文学社团“葡萄园诗社”，社址位于陈敏华在永和镇的家中。同年7月15日，葡萄园诗社发行《葡萄园》季刊。该刊呼吁“希望一切游离社会与脱离读者的诗人们，能够及早觉醒，勇敢地抛弃虚无、晦涩与怪诞；而回归真实、回归明朗，创造有血有肉的诗章”，主张诗歌的大众化，秉持“健康、明朗、中国”方针，“葡萄园诗社”因而为台湾当代诗歌创作由“西化”现代主义转换至“乡土”现实主义奠定了基础。1965年，副社长陈敏华接替李佩征，担任葡萄园诗社社长。1969年8月25日，陈敏华与紀弦、鍾鼎文、林绿、罗门、蓉子、绿蒂七人一同代表台湾，参与菲律宾马尼拉的“第一届世界诗人大会”（The World Congress of Poets），陈敏华在大会中获得纪念金牌。1975年，陈敏华离开诗坛，随即前往哥斯达黎加学习数年西班牙语。1980年代，陈敏华移居美国加州旧金山湾区雷德伍德城，并参与发起了湾区的华人文化组织“中华艺术学会”，并担任过会长、顾问等职务。截至2024年3月，陈敏华为中华艺术学会的名誉会长。:253、780

## 诗歌
陈敏华创作的内容大都为诗歌，这些诗作均追求“美”的境界，以虚实结合、借题发挥的写法描绘景物，锺鼎文认为陈鼎华的诗歌具有一种“谦虚的矜持”。
陈敏华出版的诗集有《雏菊》（1967年）、《水晶集》（1970年）、《琴窗诗抄》（1971年）和《晨海的风笛》（1973年），她的诗歌拥有强烈的女性自我意识，在诗歌《雏菊》中，她将女性比喻作一朵小花，虽然仅“拥有一小片天地”，“没结下成熟的果实”，但却拥有“扩展宇宙的根”，“美而丰盈”。:253
陈敏华的诗歌几乎没有被《葡萄园》诗选以外的诗歌选集选入，这可能与作品内容直白、抒情太过外露，整体流于浅显相关。此外，陈敏华虽为女性主义诗人，但其部分诗句却被部分学者认为是在赞颂男权主义的秩序中心，例如“奔向你伟大的影像，是谁/摆动银灰的双翼追随你”（《时代的巨人》）、“你是宇宙的主宰/……每一星座都感受着你的光”（《阿里山日落》）等赞颂光、热、太阳的诗句。:253-254
在诗歌中，陈敏华也会刻意体现中华传统文化的精神，深沉而含蓄地表明了中华传统文化的光辉与延续，例如“古代的剑/燃着火的热情/斑斓的金甲/是龙的蜕化/剑花在夜里盛放”（《宝剑》）。除此之外，陈敏华的诗歌还对台湾本地贫民的生活进行描绘，例如“裸足的蚵女/挽着竹篮 沿岸/掇拾爱耳语的贝壳/探询归航的消息”（《滨海之晨》）:377-378
由于20世纪中叶的台湾女性作家大都撰写小说、散文，因此陈敏华与蓉子、胡品清、张秀亚、林冷、晶晶、彭捷、陈秀喜、李政乃、杜潘芳格等人均被视为台湾女性诗歌的开拓者。这些诗人都采用新诗的形式，抒发女性意识，证明了作为群体的真正女性主义诗歌已经在大中华地区出现。:179-181

## 家庭
陈敏华的丈夫张绍载是台湾著名的建筑师，陈敏华也为丈夫出版的《建筑与艺术》杂志“诗情画意”专栏投稿诗歌，这些诗歌往往搭配了蓝荫鼎、王藍、刘其伟等著名画家的画作。:253

## 荣誉
陈敏华曾获得亚洲杰出诗人奖、教育部文化局六十年度文藝獎、第12届中國文藝協會第十二屆文藝詩歌創作獎等奖项，并被西班牙安多哥拉大学与巴基斯坦自由大学授予荣誉博士学位。1969年12月，经国际诗人桂冠协会推荐，英国国际学院授予陈敏华名誉文学硕士学位。:253、780
陈敏华虽然获得了国际诗人大会“女诗神奖”等多项殊荣，但由于台湾诗坛各派成见太深，以至于陈敏华被部分文人借词攻讦。对此，葡萄园诗社的文晓村发文批评到：“我们的诗坛为什么不能在百花齐放，万紫千红或大同小异、异中求同的原则下，共同为扩展中国诗运而努力呢？”
2025年公开的诺奖提名表显示，在菲律宾学院主席Emeterio Barcelon的推荐下，陈敏华于1974年获得诺贝尔文学奖提名。她也是第一位获得诺奖提名的华人女性作家（见华人诺贝尔奖得主列表）。